# Мэйтань
Мэйта́нь (кит. упр. 湄潭, пиньинь Méitán) — уезд городского округа Цзуньи провинции Гуйчжоу (КНР).

## История
Уезд был создан во времена империи Мин в 1601 году.
После вхождения этих мест в состав КНР в конце 1949 года был создан Специальный район Цзуньи (遵义专区), и уезд вошёл в его состав. В 1958 году к уезду Мэйтань были присоединены уезды Фэнган и Юйцин, но в 1961 году они были воссозданы. В 1970 году Специальный район Цзуньи был переименован в Округ Цзуньи (遵义地区).
Постановлением Госсовета КНР от 10 июня 1997 года округ Цзуньи был преобразован в городской округ.

## Административное деление
Уезд делится на 3 уличных комитета и 14 посёлков.